# Metallura eupogon
Metalura-barba-de-fogo ou metaluro-garganta-de-fogo (Metallura eupogon) é uma espécie de ave da família Trochilidae (beija-flores).
Apenas pode ser encontrada no Peru.
Os seus habitats naturais são: regiões subtropicais ou tropicais húmidas de alta altitude.